# 國立北港高級中學
國立北港高級中學（英語校名：National Bei-Gang Senior High School, PKSH），簡稱北港高中或北高（北港鎮已有縣立北港國中簡稱「北中」，為與之區別故不簡稱「北中」），學生亦稱為沙崗人，因為創校時，學校周圍為一大土丘（臺灣話稱為沙崙仔，台羅拼音：sua-lūn-á）。學校位於臺灣省雲林縣北港鎮，為一所國立高級中學。

## 校史
- 1956年9月：創校，校名為「臺灣省立北港高級中學」，為當時教育部宣佈省辦高中，縣市辦初中教育政策後，所首創之高級中學。
- 1956年9月24日：開學，暫借縣立北港初中教室上課。
- 1957年11月16日：第一期校舍落成，原先於「縣立北港初中」上課之班級遷回校本部。
- 1968年7月：奉令籌設技藝訓練中心。
- 1971年9月1日：施行男女全校分部分班教學。
- 1974年9月：奉准增設商科、商科會計統計班、綜合商業類科。
- 1976年9月：北港信用合作社協助成立校內實習銀行。
- 1979年8月：會計統計班從商科獨立為「會計統計科」。
- 1981年8月：成立實習輔導處，下設會計統計科及綜合商業科。
- 1983年8月：奉令試辦延教班，附設高級進修補習學校。
- 1988年9月：奉令試行普通科學生選修職業科課程研究。
- 1990年11月：教育廳通知停辦實習銀行。
- 1991年：會計統計科改名會計事務科、綜合商業科改名商業經營科。
- 1996年：奉令「延長國教班」改為「實用技能班」。
- 2000年2月：奉命隸屬中央，改名為「國立北港高級中學」。
- 2001年8月：停辦會計事務科，改辦資料處理科。
- 2001年9月：廢除實習輔導處。
- 2002年2月：恢復實習輔導處。
- 2002年8月：「實用技能班」停辦會計事務科，改辦商用資訊科。
- 2003年8月：奉命「實用技能班」學制與日間部同。
- 2006年8月：「實用技能班」停招。
- 2015年8月：增設國際貿易科、應用外語科（英文組），設立「數理實驗班」及「語文實驗班」。

## 歷任校長
| 任別     | 姓名   | 任期                | 異動原因               | 備註                             |
| -------- | ------ | ------------------- | ---------------------- | -------------------------------- |
| 第一任   | 徐景達 | 1956年9月—1959年7月 | 調任省立大甲高中校長。 | 創校首任。                       |
| 第二任   | 段茂廷 | 1959年7月—1965年2月 | 調任省立屏東高中校長。 |                                  |
| 第三任   | 戴博文 | 1965年2月—1981年8月 | 調任省立中壢高中校長。 |                                  |
| 第四任   | 沈征帆 | 1981年8月—1988年2月 | 調任省立台中高農校長。 |                                  |
| 第五任   | 周金滿 | 1988年2月—1994年7月 | 退休。                 |                                  |
| 第六任   | 何經   | 1994年8月—2001年2月 | 調任國立嘉義高中校長。 |                                  |
| 第七任   | 鄭勝文 | 2001年2月—2005年1月 | 調任國立嘉義高商校長。 | 原嘉義市立大業國民中學校長轉任。 |
| 第八任   | 呂培川 | 2005年2月—2009年7月 | 調任國立員林高中校長。 |                                  |
| 第九任   | 蔡孟峰 | 2009年8月—2016年7月 | 調任國立興大附農校長。 |                                  |
| 第十任   | 傅國樑 | 2016年9月-2020年7月 | 調任國立南投高中校長。 |                                  |
| 第十一任 | 江耀淇 | 2020年8月-現任      |                        | 原國立玉里高中校長轉任。         |

## 教學單位
該校設有普通科五班，職業類科方面設有商業經營科、資料處理科、國際貿易科及應用外語科。
| 普通科 |
| ------ |

| 職業類科 | 商業經營科 | 資訊處理科 |
| 職業類科 | 國際貿易科 | 應用英語科 |

## 知名校友
政界有前中華民國交通部部長蔡兆陽、前雲林縣縣長李進勇、前金管會主委陳樹、前財政部政務次長黃定方、前駐義大利代表侯清山、前立法委員陳憲中等。司法行政界有前法務部行政執行署高雄分署長曾瑞慶、前臺灣高等檢察署臺南檢察分署檢察長鄭文貴、臺北地方法院檢察署檢察官蘇振文（曾為十大傑出青年）等。
文藝體育類：
- 鄭豐喜：作家
- 陳俊良：導演
- 蘇文仁：國立台灣體育學院校長、學務長、教務長
- 吳政崎：國立臺灣體育大學學務長

教育學術類：
- 吳清山：教育部國民及學前教育署長、臺北市政府教育局長、臺北市立師範學院校長。
- 陳志臣：國立中央大學副校長、教務長、工學院院長。
- 蘇德欽：國立交通大學光電系榮譽教授。
- 楊佳雄：美國南方大學物理系榮譽教授。
- 康龍魁：國立彰化師範大學職業教育學院、中臺科技大學管理學院院長。
- 張栢烟：台南應用科技大學設計學院院長
- 許天維：國立臺中教育大學教育資訊與測驗統計研究所長
- 李憲佐：亞洲大學財經法律系主任、公平交易委員會法務處長

軍事警政類：
- 吳坤德：國防部後備司令部少將政戰主任
- 李君明：空軍總司令部少將發言人
- 易序淦：憲兵司令部主計處上校副處長
- 李茂榮：海巡署海洋巡防總局總局長、副總局長
- 李禎琨：臺灣警察專科學校教育長、警政署保安組長
- 李永癸：高雄市政府警察局長、保三總隊總隊長、嘉義縣警察局長、警政署臺中港務警察總隊長
- 蕭季慧：高雄市政府消防局長
- 邱銘光：臺中市政府警察局副局長

行誼典範類：
- 鄭淑勻：榮獲第39屆十大傑出青年、第17屆十大傑出女青年

企業經營類：
- 蔡俊雄：知名泰國台灣鯛大王
- 黃彥博：順發3C副總經理
- 陳素珍：澳洲豐納康公司(Nature's Care)執行長

## 外部連結
- 國立北港高級中學（页面存档备份，存于）（繁體中文）